# Atractus gaigeae
Atractus gaigeae este o specie de șerpi din genul Atractus, familia Colubridae, descrisă de Savage 1955. Conform Catalogue of Life specia Atractus gaigeae nu are subspecii cunoscute.